# Flammenreiter (1933)
Flammenreiter (Originaltitel: Sunset Pass) ist ein US-amerikanischer Western aus dem Jahr 1933 von Henry Hathaway mit Randolph Scott und Tom Keene in den Hauptrollen. Das Drehbuch des Pre-Code-Films basiert auf dem Roman Sunset Pass von Zane Grey.

## Handlung
Jack Rock, ein Abgeordneter der Rinderzucht-Vereinigung, infiltriert ein Gefängnis und erfährt von dem Insassen Clink Peeples, dass er Ash Preston in Wagon Tongue kontaktieren soll, wenn er sich Viehdieben anschließen möchte. Jack „bricht“ aus dem Gefängnis aus und rettet, indem er sich als Gesetzloser Jim Collins ausgibt, Ashs Leben bei einer Kneipenschlägerei, wofür Ash ihm einen Job auf seiner Ranch verspricht. Auf dem Weg zur Ranch hilft Jack Ashs Schwester Jane mit ihrem lahmen Pferd. Später tadelt John Hesbitt, der Anführer der Viehdiebe, Ash, weil er sich mit einem Fremden betrunken hat, und informiert ihn über seine Pläne, Kettle Valley in Brand zu stecken, um den Rancher Williams zu zwingen, sein Vieh durch den Sunset Pass zu treiben, wo es leicht gestohlen werden kann. Ash möchte nicht an diesem Plan beteiligt sein, aber Hesbitt erpresst ihn, indem er ihm sagt, dass Jane nicht wirklich seine Schwester ist, was Ash vor Jane geheim halten möchte.  
Eines Abends sieht Jack, wie Ash mit einem Viehdieb spricht, und folgt Ash am nächsten Tag zu dessen Versteck. Dort wird Jack von den Viehdieben aufgenommen, nachdem er durch einen Kartentrick, für den Collins berühmt ist, bewiesen hat, dass er Collins ist. Hesbitt enthüllt Ash später, dass er, nicht Jack, in Wirklichkeit Jim Collins ist, und beide Männer werden misstrauisch gegenüber Jack. In der Zwischenzeit ist Jack zur Ranch zurückgekehrt, um Jane zu warnen, dass er keine Anzeige gegen Ash erstatten wird, wenn er bei diesem nächsten Überfall auf der Ranch bleibt. Jack warnt Williams im Voraus und sie schmieden einen Plan, die Rinder in Panik zu versetzen, um die Viehdiebe zu überraschen. Der Plan funktioniert und Hesbitt wird erschossen. Jack kämpft mit Ash und bietet ihm Immunität an, ist jedoch gezwungen, sich zu verteidigen und Ash zu erschießen. Bevor er stirbt, bittet Ash Jack, die Papiere in Hesbitts Hütte zu verbrennen, die sich auf seine Familiengeschichte beziehen, und Jane niemals die Wahrheit zu verraten. Jack stimmt zu, da ihm klar wird, dass Ash erpresst wurde, den Viehdieben zu helfen. Ash stirbt friedlich, da er weiß, dass Jane bei Jack in Sicherheit ist.

## Hintergrund
Laut einer Pressemeldung war dies für eine Weile Tom Keenes letzter Film. In der Meldung wurde seine Absicht berichtet, am Broadway zu arbeiten, um sein „Cowboy“-Image loszuwerden. Tom Keene kehrte erst 1934 auf die Kinoleinwand zurück. Laut Presseheft wurden einige Szenen in der Mojave-Wüste gedreht.
Earl Hedrick oblag die künstlerische Leitung. 
Der Film ist eine Neuverfilmung von Paramounts 1929 entstandenen Films Der Flammenreiter von Otto Brower. 1946 verfilmte RKO Radio Pictures den Roman unter der Regie von William Berke ein weiteres Mal.

## Veröffentlichung
Die Premiere des Films fand am 26. Mai 1933 statt. 1934 kam er in Österreich in die Kinos.